# Sundance Film Festival 2012
Il Sundance Film Festival 2011 si è svolto a Park City, Utah, dal 19 al 29 gennaio 2012.

## Film in concorso
Elenco dei film selezionati per la kermesse e dei titoli (in grassetto) che hanno vinto nelle rispettive sezioni.

### U.S. Dramatic
- Re della terra selvaggia (Beasts of the Southern Wild), regia di Benh Zeitlin
- The Comedy, regia di Rick Alverson
- The End of Love, regia di Mark Webber
- Filly Brown, regia di Youssef Delara e Michael D. Olmos
- The First Time, regia di Jonathan Kasdan
- For Ellen, regia di So Yong Kim
- Come la prima volta (Hello I Must Be Going), regia di Todd Louiso
- Keep the Lights On, regia di Ira Sachs
- LUV, regia di Sheldon Candis
- Middle of Nowhere, regia di Ava DuVernay
- Nobody Walks, regia di Ry Russo-Young
- Safety Not Guaranteed, regia di Colin Trevorrow
- Save the Date, regia di Michael Mohan
- Simon Killer, regia di Antonio Campos
- Smashed, regia di James Ponsoldt
- The Sessions - Gli incontri (The Sessions), regia di Ben Lewin

### U.S. Documentary
- The House I Live In, regia di Eugene Jarecki
- Ai Weiwei: Never Sorry, regia di Alison Klayman
- The Atomic States of America, regia di Don Argott e Sheena M. Joyce
- Chasing Ice, regia di Jeff Orlowski
- Detropia, regia di Heidi Ewing e Rachel Grady
- ESCAPE FIRE: The Fight to Rescue American Healthcare, regia di Matthew Heineman e Susan Froemke
- Finding North, regia di Kristi Jacobson e Lori Silverbush
- How to Survive a Plague, regia di David France
- The Invisible War, regia di Kirby Dick
- Love Free or Die, regia di Macky Alston
- Marina Abramovic - The Artist is Present, regia di Matthew Akers
- ME @ the ZOO, regia di Chris Moukarbel e Valerie Veatch
- The Other Dream Team, regia di Marius Markevicius
- The Queen of Versailles, regia di Lauren Greenfield
- Slavery By Another Name, regia di Sam Pollard
- We're Not Broke, regia di Karin Hayes e Victoria Bruce

### Gran Premio della Giuria: World Cinema Dramatic
- Violeta Parra Went to Heaven (Violeta se Fue a Los Cielos), regia di Andrés Wood ( Cile)
- About the Pink Sky, regia di Keiichi Kobayashi ( Giappone)
- Can, regia di Rasit Celikezer ( Turchia)
- Father's Chair (A Cadeira do Pai), regia di Luciano Moura ( Brasile)
- Four Suns, regia di Bohdan Sláma ( Rep. Ceca)
- L, regia di Babis Makridis ( Grecia)
- The Last Elvis (El Ultimo Elvis), regia di Armando Bo ( Argentina)
- Madrid, 1987, regia di David Trueba ( Spagna)
- My Brother the Devil, regia di Sally El Hosaini ( Regno Unito)
- Teddy Bear, regia di Mads Matthiesen ( Danimarca)
- Valley of Saints, regia di Musa Syeed ( India)
- Wish You Were Here, regia di Kieran Darcy-Smith ( Australia)
- WRONG, regia di Quentin Dupieux ( Francia)
- Joven y Alocada, regia di Marialy Rivas ( Cile)

### Gran Premio della Giuria: World Cinema Documentary
- The Law in These Parts, regia di Ra'anan Alexandrowicz ( Israele)
- ½ Revolution, regia di Omar Shargawi e Karim El Hakim ( Danimarca,  Egitto)
- 5 Broken Cameras, regia di Emad Burnat e Guy Davidi ( Israele,  Palestina,  Francia)
- The Ambassador, regia di Mads Brügger ( Danimarca)
- Big Boys Gone Bananas!, regia di Fredrik Gertten ( Svezia)
- China Heavyweight, regia di Yung Chang ( Cina)
- Gypsy Davy, regia di Rachel Leah Jones ( Israele)
- L'impostore - The Imposter (The Imposter), regia di Bart Layton ( Regno Unito)
- Indie Game: The Movie, regia di Lisanne Pajot e James Swirsky ( Canada)
- Payback, regia di Jennifer Baichwal ( Canada)
- Putin's Kiss, regia di Lise Birk Pedersen ( Danimarca)
- Searching For Sugar Man, regia di Malik Bendjelloul ( Svezia,  Regno Unito)

### Audience Award: U.S. Documentary
- The Invisible War, regia di Kirby Dick

### Audience Award: U.S. Dramatic
- The Sessions - Gli incontri (The Sessions), regia di Ben Lewin

### World Cinema Audience Award: Documentary
- Searching For Sugar Man, regia di Malik Bendjelloul ( Svezia,  Regno Unito)

### World Cinema Audience Award: Dramatic
- Valley of Saints, regia di Musa Syeed ( India)

### Best of NEXT
- Sleepwalk With Me, regia di Mike Birbiglia

### U.S. Directing Award: Documentary
- The Queen of Versailles, regia di Lauren Greenfield

### U.S. Directing Award: Dramatic
- Middle of Nowhere, regia di Ava DuVernay

### World Cinema Directing Award: Documentary
- 5 Broken Cameras, regia di Emad Burnat e Guy Davidi ( Israele,  Palestina,  Francia)

### World Cinema Directing Award: Dramatic
- Teddy Bear, regia di Mads Matthiesen ( Danimarca)

### Waldo Salt Screenwriting Award
- Derek Connolly - Safety Not Guaranteed

### World Cinema Screenwriting Award
- Joven y Alocada, regia di Marialy Rivas ( Cile)

### U.S. Documentary Editing Award
- Detropia, regia di Heidi Ewing e Rachel Grady

### World Cinema Documentary Editing Award
- Indie Game: The Movie, regia di Lisanne Pajot e James Swirsky ( Canada)

### Excellence in Cinematography Award: U.S. Documentary
- Chasing Ice, regia di Jeff Orlowski

### Excellence in Cinematography Award: U.S. Dramatic
- Re della terra selvaggia (Beasts of the Southern Wild), regia di Benh Zeitlin

### World Cinema Cinematography Award: Documentary
- Putin's Kiss, regia di Lise Birk Pedersen ( Danimarca)

### World Cinema Cinematography Award: Dramatic
- My Brother the Devil, regia di Sally El Hosaini ( Regno Unito)

### U.S. Documentary Special Jury Prize for an Agent of Change
- Love Free or Die, regia di Macky Alston

### U.S. Documentary Special Jury Prize for Spirit of Defiance
- Ai Weiwei: Never Sorry, regia di Alison Klayman

### U.S. Dramatic Special Jury Prize for Excellence in Independent Film Producing
Andrea Sperling e Jonathan Schwartz per Smashed and Nobody Walks

### U.S. Dramatic Special Jury Prize for Ensemble Acting
- The Sessions - Gli incontri (The Sessions), regia di Ben Lewin

### World Cinema Dramatic Special Jury Prize for Artistic Vision
- Can, regia di Rasit Celikezer ( Turchia)

### World Cinema Documentary Special Jury Prize for its Celebration of the Artistic Spirit
- Searching For Sugar Man, regia di Malik Bendjelloul ( Svezia,  Regno Unito)

### Short Film Audience Award
Presentato da Yahoo! il premio è stato assegnato, in base ad una votazione online tra nove cortometraggi proiettati al festival a:
- The Debutante Hunters, regia di Maria White

## La giuria
U.S. Dramatic: Justin Lin ( Taiwan), Anthony Mackie ( Stati Uniti), Cliff Martinez ( Stati Uniti), Lynn Shelton ( Stati Uniti), Amy Vincent ( Stati Uniti)
U.S. Documentary: Fenton Bailey ( Stati Uniti), Shari Springer Berman ( Stati Uniti), Heather Croall ( Stati Uniti), Charles Ferguson ( Stati Uniti), Kim Roberts ( Stati Uniti)
World Cinema Dramatic: Julia Ormond ( Regno Unito), Richard Pena ( Stati Uniti), Alexei Popogrebsky ( Russia)
World Cinema Documentary:  Nick Fraser ( Regno Unito),  Clara Kim ( Stati Uniti),  Jean-Marie Teno ( Camerun)
Short Film: Mike Judge ( Stati Uniti), Dee Rees ( Stati Uniti), Shane Smith ( Canada)
Alfred P. Sloan: Tracy Day ( Stati Uniti), Helen Fisher ( Stati Uniti), Dr. Robert J. Full ( Stati Uniti), Gwyn Lurie ( Stati Uniti), Alex Rivera ( Stati Uniti)